# Горна Албата
Горна Албата (на молдовски: Albota de Sus) е село, разположено в Тараклийски район, Молдова. Мнозинството от населението на селото е съставено от етнически българи.